# Sailerana myersi
Sailerana myersi är en insektsart som beskrevs av Young 1977. Sailerana myersi ingår i släktet Sailerana och familjen dvärgstritar. Inga underarter finns listade i Catalogue of Life.